# Hatsuharu (tàu khu trục Nhật)
Hatsuharu (tiếng Nhật: 初春) là một tàu khu trục hạng nhất của Hải quân Đế quốc Nhật Bản, là chiếc dẫn đầu của lớp tàu khu trục Hatsuharu bao gồm sáu chiếc được chế tạo trong những năm 1931-1933. Hatsuharu đã tham gia nhiều hoạt động tại Mặt trận Thái Bình Dương trong Chiến tranh Thế giới thứ hai trước khi bị không kích đánh chìm tại vịnh Manila vào ngày 13 tháng 11 năm 1944.

## Thiết kế và chế tạo
Việc chế tạo lớp tàu khu trục tiên tiến Hatsuharu được dự định để cung cấp cho Hải quân Đế quốc Nhật Bản những tàu khu trục nhỏ hơn và ít tốn kém hơn so với các lớp tàu khu trục Fubuki và Akatsuki trước đó, nhưng được trang bị vũ khí về cơ bản là tương đương. Những mục đích mâu thuẫn với nhau này tỏ ra vượt quá khả năng thiết kế tàu khu trục đương thời, nên hậu quả là những con tàu bị nặng đầu, mắc phải vấn đề độ ổn định nghiêm trọng và những yếu kém cố hữu trong cấu trúc. Mười hai tàu khu trục thuộc lớp này đã được chấp thuận cho chế tạo vào năm 1931 như một phần của cái gọi là Chương trình Bổ sung Vũ khí Hải quân Nhật Bản (1931) (Maru Ichi Keikaku); ba chiếc được đặt lườn vào năm tài chính 1931 và ba chiếc tiếp theo trong năm tài chính 1933. Tuy nhiên, sáu chiếc còn lại được chế tạo như những chiếc thuộc lớp Shiratsuyu.
Những tàu khu trục lớp Hatsuharu sử dụng cùng kiểu hải pháo 127 mm (5 inch)/50 caliber đã trang bị cho lớp Fubuki, nhưng mọi tháp pháo đều có thể nâng đến một góc 75°, cho phép dàn pháo chính có khả năng tối thiểu đương đầu với máy bay. Ngư lôi 610 mm Kiểu 90 được trang bị trên các ống phóng Kiểu 90 loại 2 ba nòng, được xoay bằng một hệ thống điện-thủy lực, và có thể xoay 360° trong vòng 25 giây; nếu hệ thống quay tay dự phòng được sử dụng, thời gian cần đến là hai phút. Mỗi ống phóng ngư lôi có thể nạp lại trong vòng 23 giây sử dụng dây tời. Hatsuharu được đặt lườn vào ngày 14 tháng 5 năm 1931 tại Xưởng hải quân Sasebo, được hạ thủy vào ngày 22 tháng 2 năm 1933 và đưa ra hoạt động vào ngày 30 tháng 9 năm 1933. Sau "Sự kiện Tomozuru" năm 1934 và "Sự kiện Hạm đội 4 " năm 1935, Hatsuharu được cho cải biến đáng kể để khắc phục những khiếm khuyết nói trên.

## Lịch sử hoạt động
Vào lúc xảy ra cuộc tấn công Trân Châu Cảng, Hatsuharu được phân về Hải đội Khu trục 21 của Đội 1 trực thuộc Không hạm đội 1 Hải quân Đế quốc Nhật Bản, cùng với các tàu chị em Nenohi, Wakaba và Hatsushimo, và được giữ lại vùng biển nội địa Nhật Bản cho nhiệm vụ tuần tra chống tàu ngầm. Từ cuối tháng 1 năm 1942, nó được bố trí vào lực lượng chiếm đóng Đông Ấn thuộc Hà Lan, hỗ trợ cho các hoạt động đổ bộ tại Kendari thuộc Sulawesi vào ngày 24 tháng 1 như một phần của "Chiến dịch H". Vào ngày 25 tháng 1, nó bị hư hại do va chạm với tàu tuần dương Nagara và bị buộc phải rút lui về Davao để được sửa chữa khẩn cấp. Khi công việc sửa chữa hoàn tất vào ngày 11 tháng 2, nó hộ tống các tàu chở dầu đi đến Balikpapan, Tarakan và Makassar, tái gia nhập hải đội của mình vào ngày 26 tháng 2 và cùng với cả đơn vị quay trở về Xưởng hải quân Sasebo vào cuối tháng 3 để bảo trì.
Từ tháng 5 năm 1942, Hatsuharu được phân công hoạt động tại các vùng biển phía Bắc, và được bố trí từ Quân khu Bảo vệ Ōminato cùng với Hải đội Khu trục 21 và tàu tuần dương Abukuma như một phần của "Chiến dịch AL" hỗ trợ cho lực lượng phía Bắc của Đô đốc Boshiro Hosogaya trong Chiến dịch quần đảo Aleut. Nó hoạt động tuần tra chung quanh các đảo Attu, Kiska và Amchitka cho đến giữa tháng 7. Sau khi quay trở về Xưởng hải quân Yokosuka một thời gian ngắn để bảo trì, Hatsuharu tiếp tục tuần tra tại khu vực quần đảo Kuril, được bố trí từ Paramushiro hoặc Shumshu đến Kiska, thực hiện các chuyến đi vận chuyển hàng tiếp liệu và lực lượng tăng viện. Vào ngày 17 tháng 10, trong khi được tàu khu trục Oboro tháp tùng, Hatsuharu bị các máy bay ném bom B-26 Marauder thuộc Không lực Mỹ tấn công ngoài khơi Kiska. Một quả bom đánh trúng trực tiếp vào đuôi tàu đã làm hỏng bánh lái, khiến bốn thủy thủ thiệt mạng và làm bị thương 14 người khác. Oboro bị đánh chìm trong cùng cuộc tấn công này, và Hatsuharu đã cứu vớt được 17 người sống sót. Nó cố lết được về Paramushiro bằng chính động lực của mình vào ngày 25 tháng 10.
Hatsuharu vào ụ tàu tại Xưởng hải quân Maizuru từ ngày 6 tháng 11 năm 1942 đến ngày 30 tháng 9 năm 1943,  và trong đợt tái trang bị này, nhiều súng phòng không 25 mm Kiểu 96 và một bộ radar Kiểu 22 được bổ sung.
Công việc sửa chữa cuối cùng hoàn tất vào ngày 11 tháng 10 năm 1943, và Hatsuharu khởi hành cùng với tàu khu trục Hatsushimo để hộ tống cho các tàu sân bay Ryūhō và Chitose đến Singapore. Tương tự, vào ngày 24 tháng 11, nó cùng với Hatsushimo và Wakaba hộ tống tàu sân bay Hiyō đi từ Kure đến Truk ngang qua Manila, Singapore, Tarakan và Palau, rồi cùng với các tàu sân bay Unyō và Zuihō quay trở về Yokosuka vào cuối năm.
Vào đầu năm 1944, Hatsuharu được bố trí trực thuộc Bộ chỉ huy Hạm đội Liên hợp, và tiếp tục các nhiệm vụ hộ tống giữa Yokosuka và Truk. Nó quay trở lại vùng biển phía Bắc từ cuối tháng 2 đến cuối tháng 6, và có thêm các khẩu pháo phòng không 25 mm được bổ sung trong một đợt tái trang bị và bảo trì tại Ōminato vào cuối tháng 5 và tại Yokosuka vào cuối tháng 6. Đến tháng 7, nó thực hiện hai chuyến đi vận chuyển binh lính đến Iwo Jima như một phần của công việc chuẩn bị của phía Nhật Bản đề phòng việc đổ bộ của lực lượng Mỹ. Một bộ radar Kiểu 13 được bổ sung vào cuối tháng 7. Từ tháng 8 đến tháng 10, nó hộ tống các đoàn tàu vận tải chuyển binh lính từ Kure đến Đài Loan và Luzon.
Vào ngày 24 tháng 10 năm 1944, trong Trận chiến vịnh Leyte, Hatsuharu đã cứu được 78 người sống sót từ chiếc Wakaba, vốn bị máy bay cất cánh từ tàu sân bay USS Franklin đánh chìm ngoài khơi bờ biển phía Tây đảo Panay. Sang tháng 11, Hatsuharu được bố trí từ Manila để hộ tống các đoàn tàu vận tải chuyển binh lính đến Ormoc vào ngày 1 và 9 tháng 11. Tuy nhiên, trong đêm 13 tháng 11, sau khi quay trở về Manila, Hatsuharu chịu đựng một cuộc không kích trong vịnh Manila. Một loạt các quả bom ném suýt trúng đã làm bong lớp vỏ thép và bùng phát các đám cháy, khiến nó bị chìm tại vùng nước nông ở tọa độ 14°35′B 120°50′Đ / 14,583°B 120,833°Đ. Cuộc tấn công đã khiến 12 người thiệt mạng và 60 người khác bị thương, nhưng có 218 người sống sót.
Vào ngày 10 tháng 1 năm 1945, Hatsuharu được rút khỏi danh sách Đăng bạ Hải quân.